# Distrito de Bombali
El distrito de Bombali es uno de los catorce distritos de Sierra Leona y uno de los cuatro de la provincia del Norte. Cubre un área de 3876 km² y albergaba una población de 387 236 personas en 2021. La capital es Makeni.

## División administrativa
El distrito está dividido en 13 municipios (chiefdoms). Su población en 2015 era la siguiente:
- Biriwa 47 305
- Bombali Shebora 28 979
- Bombali Siari 7434
- Gbanti 42 130
- Gbendembu 18 452
- Kamaranka 11 852
- Magbaimba Ndorwahun 12 688
- Makari 39 215
- Makani City 125 970
- Mara 17 451
- N'gowahun 20 348
- Paki Masabong 19 880
- Safroko Limba 31 256